# 池田書店
株式会社池田書店（いけだしょてん）は、東京都新宿区に本社を置く日本の出版社。「近藤信緒」のペンネームで知られる池田敏子が創業し、初期のミリオンセラー『性生活の知恵』（謝国権著）で知られる。
なお、書籍小売店の「いけだ書店」は株式会社くまざわが運営するチェーンストアであり、当企業とは無関係である。また、2014年まで東京都豊島区に本社を置いていた出版社「池田書店」は全く別の企業であり、資本関係や人的関連性は一切ない。

## 略歴・概要
1949年（昭和24年）2月23日、池田敏子が創業し、「近藤信緒」のペンネームで『人に好かれる法』を執筆、これを出版。ベストセラーとなる（2007年（平成19年）、ダイヤモンド社から復刻、ISBN 4478710643）。
1955年（昭和30年）3月1日、文芸誌『人生』を創刊する。
1960年（昭和35年）、日本赤十字社本部産院（現在の日本赤十字社医療センター産科）産婦人科医局長である医師・謝国権の著した『性生活の知恵』を出版、ミリオンセラーとなる。同書は「戦後最大のベストセラー」と呼ばれ、以来「実用書の池田書店」として「学校では教えないこと」をわかりやすく説明する出版活動にこだわっている。